# Obereopsis flaviventris
Obereopsis flaviventris là một loài bọ cánh cứng trong họ Cerambycidae.